# بابا أفضل الكاشاني
بابا أفضل الكاشاني (ت. 667 هـ) هي شاعر وفيلسوف، نسبته إلى كاشان.

## ترجمته
هو أفضل الدين محمد مرقي بن حسن، وقيل حسين الكاشاني، المعروف ببابا أفضل. عاصر هولاكو المغولي ، كما تعرف على نصير الدين الطوسي. توفي سنة 667 هـ، وقيل سنة 666 هـ، وقيل سنة 707 هـ، وقبره في قرية مرق من أعمال كاشان.

## آثاره
من آثاره: «ينبوع الحياة» و«اغار وانجام نامه» و«گشايش نامه» ، و«راه أنجام» و«چهار عنوان» ، و«مدارج الكمال» و«ساز وپيرايه» و«سه گفتار» و«المنهاج المبين» و«كوشش براى رهيدن» و«مبدأ موجودات» و«وحدت عالم ومعلوم» و«جاودان نامه» وله ديوان شعر.